# Ettal
Ettal este o comună din landul Bavaria, Germania.

## Atracții turistice
- Pe teritoriul acestei comune a fost construit celebrul castel Linderhof, în timpul regelui Ludovic al II-lea al Bavariei, la sfârșitul secolului al XIX-lea. La fel ca și de celelalte două castele construite de acest rege (Herrenchiemsee și Neuschwanstein), și acest castel reprezintă una dintre cele mai renumite atracții turistice din Germania.
- Mănăstirea Ettal.

## Galerie de imagini

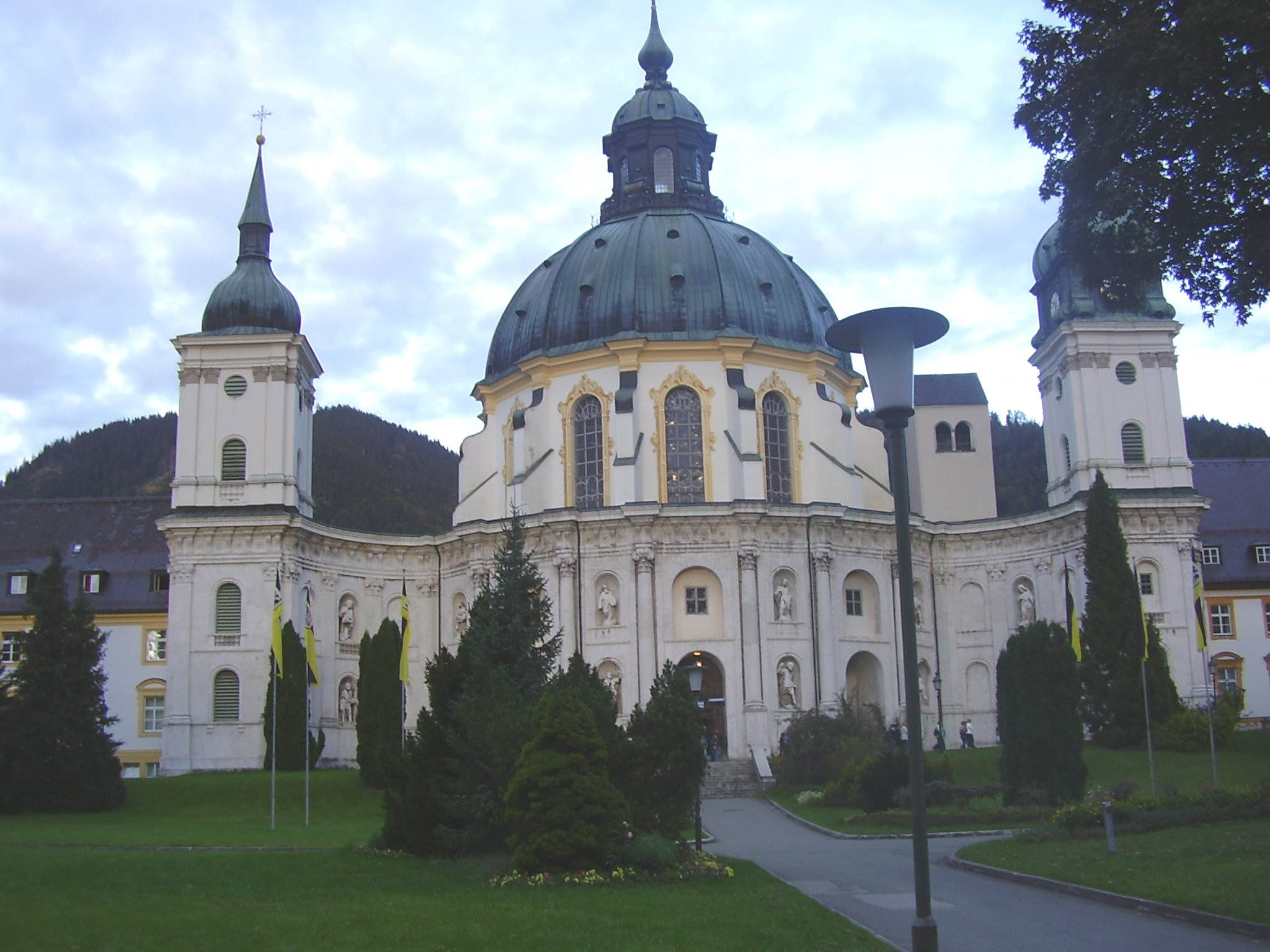
Mănăstirea Ettal
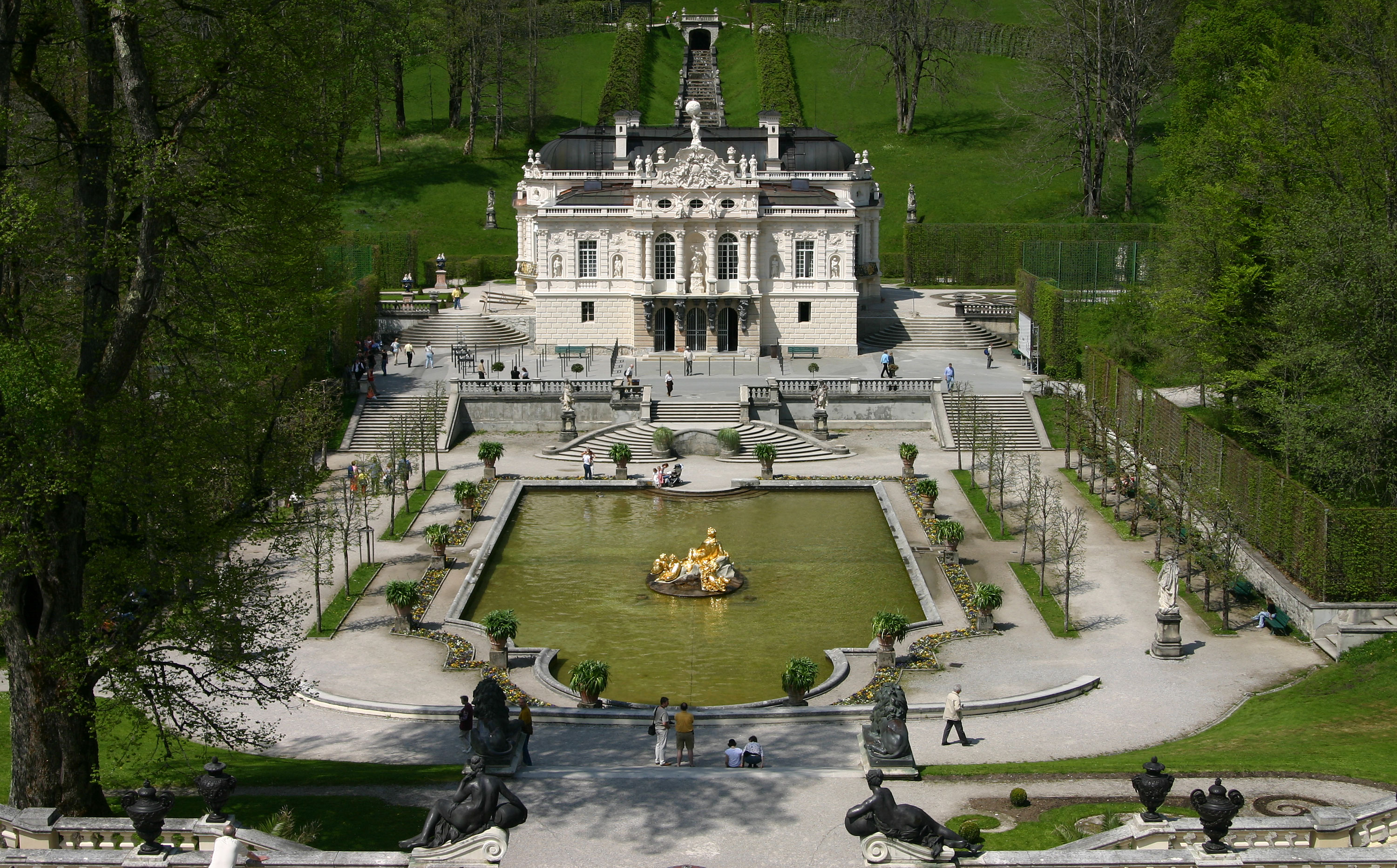
Castelul Linderhof

1. ↑  Alle politisch selbständigen Gemeinden mit ausgewählten Merkmalen am 31.12.2018 (4. Quartal) (în germană), Statistisches Bundesamt[*], arhivat din original la 10 martie 2019, accesat în 10 martie 2019